# Episodi di Law & Order: UK (quarta stagione)
La quarta stagione della serie televisiva Law & Order: UK è stata trasmessa per la prima volta sul canale canadese Citytv dal 4 novembre al 9 dicembre 2010 e trasmessa solo successivamente dal canale inglese ITV dal 7 marzo all'11 aprile 2011; questo è accaduto perché, nei mercati internazionali, la serie viene venduta in stagioni produttive di 13 episodi, mentre nel Regno Unito queste vengono spezzate in due blocchi che poi vengono trasmessi come due stagioni separate, dunque accade che il secondo blocco di episodi (in questo caso, le stagioni con numero pari, secondo il calendario di trasmissione inglese) viene trasmesso per la prima volta in Canada o negli Stati Uniti.
In Italia, la stagione è stata trasmessa in anteprima assoluta dal canale satellitare Fox Crime dal 22 dicembre 2010 al 5 gennaio 2011, in coda agli episodi della terza stagione (come spiegato sopra).
Alcune fonti presentano delle criticità. Tra queste Movieplayer.it e IMDb che riportano erroneamente le prime visioni di ITV come prime tv assolute della stagione, ma che sono state comunque scelte perché riportano informazioni non presenti su altre fonti, come per esempio i titoli italiani degli episodi (Movieplayer.it) e i crediti degli stessi (IMDb). Metacritic invece riporta gli scrittori senza specificare se sono autori, sceneggiatori dell'episodio di Law & Order: UK o sceneggiatori dell'episodio ispiratore, ma in compenso riporta le prime tv assolute corrette. 
| nº | Titolo originale | Titolo italiano | Prima TV Canada  | Prima TV Italia  |
| -- | ---------------- | --------------- | ---------------- | ---------------- |
| 1  | ID               | Identità        | 4 novembre 2010  | 22 dicembre 2010 |
| 2  | Denial           | Negare          | 11 novembre 2010 | 29 dicembre 2010 |
| 3  | Shaken           | Scosso          | 18 novembre 2010 | 29 dicembre 2010 |
| 4  | Duty of Care     | Dovere di madre | 25 novembre 2010 | 5 gennaio 2011   |
| 5  | Help             | Aiuto           | 2 dicembre 2010  | 5 gennaio 2011   |
| 6  | Skeletons        | Scheletri       | 9 dicembre 2010  | 5 gennaio 2011   |

## Identità
- Titolo originale: ID
- Diretto da: Andy Goddard
- Scritto da: Emilia di Girolamo (sceneggiatura)

### Trama
Una donna incinta viene uccisa in un parcheggio, Devlin e Brooks credono che si tratti di un crimine passionale e sospettano del suo ex fidanzato. Quando l'alibi dell'ex fidanzato viene confermato si rivolgono a Joe Nash, l'attuale fidanzato, che dice di essere stato con il suo assistente sociale psichiatrico, che vede per un grave disturbo del sonno. Basandosi sul comportamento di Joe, Brooks crede che sia un ex detenuto che nasconde qualcosa. Quando Joe viene arrestato, ammette che il suo vero nome è Billy Wells e che la sua nuova identità è stata concordata dal Ministero degli Interni perché ha una condanna a vita per l'omicidio del suo insegnante, avvenuto quando aveva undici anni. Quando ritratta di aver ammesso di essere Billy Wells, i tentativi di verificare la sua identità smascherano una cospirazione che coinvolge funzionari governativi di alto rango, tra cui il direttore della pubblica accusa e il ministro degli interni.
- Guest star: Matthew McNulty (Joe Nash / Billy Wells).
- La sceneggiatura di questo episodio si basa su Plagio (episodio 3x14 di Law & Order - I due volti della giustizia), scritto da Walon Green, Peter S. Greenberg, Robert Nathan e Joshua Stern.

## Negare
- Titolo originale: Denial
- Diretto da: Robert Del Maestro
- Scritto da: Catherine Tregenna

### Trama
Brooks e Devlin indagano sul tentato omicidio di Rachel Callaghan, un noto giudice dell'Alta Corte, alla quale hanno sparato nel parcheggio sotterraneo del suo condominio, in quello che sembra un furto d'auto andato storto. I detective recuperano l'auto da un ingannato che l'ha acquistata e arrestano l'intermediario nella vendita. L'intermediario attribuisce la colpa del crimine a un uomo di nome Eddie. Diventa evidente che Eddie è stato assunto per uccidere Callaghan, ma il suo tentativo è andato storto. Gli investigatori credono che il marito di Callaghan, Dan, sia coinvolto nel tentativo di omicidio. Tuttavia, Rachel adotta misure per difendere il marito dall'accusa, anche quando le vengono presentate prove che dimostrano la sua colpevolezza. Alla fine a Rachel vengono sospese le medicine, spingendo Steel a chiedere il permesso della corte per interrogarla prima che muoia. Quando la donna tenta di suicidarsi, Steel cerca di farla dichiarare mentalmente instabile, ma la giudice Hall annulla la mozione di Steel. George è diviso tra l'amicizia e il rispetto del diritto di una persona alla morte mentre cerca di convincere Rachel ad accettare la verità su ciò che è accaduto.
- Guest star: Juliet Stevenson (Rachel Callaghan), John McArdle (Dan Callaghan), Diana Quick (giudice Hall).
- La sceneggiatura di questo episodio si basa su Vivere o morire (episodio 10x03 di Law & Order - I due volti della giustizia), scritto da Kathy McCormick e William N. Fordes.

## Scosso
- Titolo originale: Shaken
- Diretto da: Paul Wilmshurst
- Scritto da: Emilia di Girolamo (sceneggiatura)

### Trama
Un neonato viene trovato morto nella sua culla, si sospetta che il bambino sia morto di sindrome della morte improvvisa. Tuttavia, quando viene rivelato che il bambino è morto a causa di un trauma non accidentale alla testa, Brooks e Devlin inizialmente sospettano la tata convivente, soprattutto dopo che lei ammette di essere stata l'unica persona intorno al bambino nelle 24 ore precedenti la sua morte. Le cose però cominciano a complicarsi quando si scopre che quel giorno in casa c'erano altre persone. Il fidanzato della tata convivente viene presto sospettato, poiché i servizi sociali sospettano che l'uomo maltratti suo nipote, di appena quattro anni. Tuttavia, diventa presto chiaro che la tata potrebbe aver avuto una giornata libera e che una reazione impulsiva a un piccolo incidente potrebbe aver causato il trauma fatale.
- La sceneggiatura di questo episodio si basa su Nostalgia di casa (episodio 6x22 di Law & Order - I due volti della giustizia), scritto da Barry M. Schkolnick, Elaine Loeser e Michael S. Chernuchin.

## Dovere di madre
- Titolo originale: Duty of Care
- Diretto da: Julian Holmes
- Scritto da: Debbie O'Malley

### Trama
Scoppia un incendio in un appartamento sopra un negozio all'angolo, una giovane madre è costretta a lasciare morire il figlio disabile di 13 anni. Brooks e Devlin sospettano innanzitutto il proprietario del negozio, che in passato è stato rinomato per le operazioni di truffa assicurativa. Tuttavia, in seguito si scopre che l'incendio è stato causato dalla madre del ragazzo, la quale, credendo che fosse morto per un attacco epilettico, ha deciso di appiccare il fuoco per uccidersi. Tuttavia, quando il suo avvocato Dominic Peck sembra distorcere la verità nel tentativo di ingannare la giuria, James e Alesha devono vedersela con Peck, che è determinato a vincere a tutti i costi.
- Guest star: Oliver Dimsdale (avvocato Dominic Peck).
- La sceneggiatura di questo episodio si basa su Incendio doloso (episodio 11x01 di Law & Order - I due volti della giustizia), scritto da Matt Witten.

## Aiuto
- Titolo originale: Help
- Diretto da: James Strong
- Scritto da: Terry Cafolla

### Trama
Devlin e Brooks indagano sulla morte di un calciatore della Premiership, le prove portano a un passante, Mike Jones, che ha aiutato il giocatore a cambiare una gomma. L'uomo, però, sta per sposarsi e, costretto a interrompere le nozze, viene interrogato per avere dettagli che svelano un inquietante legame con un gangster che ha a sua volta legami con la polizia e la magistratura. Il procuratore senior della Corona Steel deve convincere un uomo il cui matrimonio è stato rovinato dalle indagini a testimoniare in pubblico contro un famoso delinquente, mentre tiene testa a Jason Peters, un geniale avvocato difensore ossessivo compulsivo.
- Guest star: Lorcan Cranitch (Mike Jones), Eddie Marsan (Jason Peters).
- La sceneggiatura di questo episodio si basa su Bravo Mike (episodio 7x20 di Law & Order - I due volti della giustizia), scritto da Gardner Stern e I.C. Rapoport.

## Scheletri
- Titolo originale: Skeletons
- Diretto da: Andy Goddard
- Scritto da: Catherine Tregenna (sceneggiatura)

### Trama
Dopo che una serie di omicidi sono stati commessi in tutta Londra con lo stesso movente, si sospetta che Andrew Dillon, un serial killer scomparso sei anni fa, sia tornato per commettere altri crimini. Tuttavia, Brooks e Devlin riescono a rintracciare un nuovo uomo, che sembrerebbe essere responsabile anche delle morti attribuite a Dillon. Tuttavia, un alibi fornito all'epoca da un testimone deceduto sembrava scagionare chiaramente Dillon, nonostante non ci fossero prove a sostegno della sua dichiarazione. Siccome il testimone non è mai arrivato in tribunale, Steel viene accusato di aver cancellato l'alibi di Dillon impedendo il corso della giustizia e, trovandosi dalla parte sbagliata della legge, ora deve combattere per la sua carriera e la sua libertà.
- La sceneggiatura di questo episodio si basa su Il trofeo (episodio 6x12 di Law & Order - I due volti della giustizia), scritto da Jeremy R. Littman ed Ed Zuckerman.